# Тёрк Баррет
Тёрк Баррет (англ. Turk Barrett) — персонаж, появившийся в комиксах издательства Marvel Comics. У него было много стычек с Сорвиголовой, где его неумелые схемы обычно играют как комические элементы.

## История публикации
Тёрк Баррет впервые появляется в Daredevil (vol. 1) #69 (октябрь 1970) и был создан писателями Гари Фридрихом и Ройем Томасом и художником Джином Коланом.

## Биография
Тёрк Баррет был мелким мошенником, работающим в Адской кухне. Роско Суини однажды послал Баррета, чтобы заплатить Джеку Мёрдоку, чтобы проиграть боксёрский матч. Баррет был связан с уличной бандой под названием «Громовержцы».
Баррет также работал на Эрика Слотера. Баррет однажды украл броню Маулера, чтобы противостоять Сорвиголове. Барретт однако был быстро побежден. Затем Тёрк украл броню Человека-ходули. Он предложил свои услуги Кингпину, но был отклонен. Кингпин утверждал, что не использует «идиотов». Уилбур Дэй связался с Сорвиголовой со знанием того, как победить Баррета.
Тёрк провел довольно много времени в баре Джози в Нью-Йорке. Его главным помощником является «Грот», который часто неохотно участвует в схемах Тёрка. Тёрк однажды ограбил «Санту» на Рождество и намеревался использовать одежду Юлетида для благотворительных пожертвований от чужих. В этом случае, когда он столкнулся с Мэттом Мёрдоком, Тёрк почти смертельно ранил дезориентированного Мёрдока.
Во время второй гражданской войны Тёрк Баррет с Кингпином, когда услышали от баристы по имени Арман, что его подруга по имени Соня пропала. Они отследили её до бизнеса по торговле людьми, в котором работали Человек-гора Марко и бывший подчинённый Кингпина Янус Жардиш.

## Альтернативные версии

### House of M
В альтернативной временной шкале сюжета «День М» Тёрк Баррет является членом банды Уиллиса Страйкера. После того, как Страйкер потерпел поражение, Тёрк охотно последовал за Люком Кейджем, когда он взял под контроль группу.

### Ultimate Marvel
Версия Тёрка Баррета из Ultimate Marvel является гангстером. Криминальное знакомство Аарона Дэвиса, он имеет Джефферсона Дэвиса в качестве его главного исполнителя, в конечном итоге покидает свою территорию в криминальной империи Уилсона Фиска.

### Secret Wars
Во время Секретных войн вариация Тёрка Баррета находится в домене Мира Битв Долины Судьбы, которая основана на остатках Земли-51920, где каждый персонаж Marvel изображен в форме Дикого Запада. Он один из подчиненных мэра Уилсона Фиска. Баррет и остальные люди мэра Фиска атакуют Красного Волка, когда он пытается уничтожить плотину Roxxon. После того, как его попросил Бен Урих, вмешался шериф Стив Роджерс и смог посадить его в тюрьму. Позже той ночью мэр Фиск отправил Тёрка и его людей, чтобы выманить Шерифа Роджерса из Департамента Шерифа, чтобы они могли убить Красного Волка. Этот план прошел не так хорошо, так как «Шериф Роджерс» и «Красный волк» смогли убить Тёрка и тех, кто участвовал в покушении на жизнь Красного волка.

## Вне комиксов

### Телевидение
- Тёрк Баррет появляется в телевизионном фильме «Невероятный Халк: Испытание», в котором играет Марк Ачесон.
- Тёрк Баррет является постоянным эпизодическим персонажем во всех телесериалах Netflix, являющихся частью Кинематографической вселенной Marvel. Его роль исполнил Роб Морган[12]:
  - Тёрк впервые появляется в 1 сезоне телесериала "Сорвиголова ". Он является исполнителем Уилсона Виска и занимается торговлей людьми и торговлей оружием[13]. У него есть репутация того, что он теневой, как в «Кролике в снежной буре», он показал продажу оружия одному из убийц Фиска, только для того, чтобы пистолет выстрелил, когда использовал его для удара, несмотря на то, что Тёрк обещает, что это не будет проблемой[14]. После того, как Фиск убил Анатолия за то, что он прервал свидание Фиска с Ванессой и начал делать шаги, чтобы уничтожить его брата Владимира, Уэсли сказал, что Тёрк передает сообщение Владимиру, чтобы спровоцировать сбор своих людей в отдельные места, где Фиск затем нападает на них с помощью смертников[15]. В финале Тёрк находится среди тех, кто арестован ФБР за его связь с империей Фиска[16]. Ко 2 сезону «Сорвиголовы» Тёрк получил условно-досрочное освобождение и вернулся к оружию. Он впервые появляется в премьере 2 сезона, когда Мэтт срывает сделку с оружием между Тёрком и некоторыми предприимчивыми мошенниками, чтобы получить информацию о недавнем нападении Карателя на кухню ирландцев. Позже, в финале 2 сезона, Тёрка похищает Рука как часть ловушки, которую Нобу установил для Мэтта и Электры. Он почти теряет ногу после того, как Карен Пейдж активирует свой условно-досрочный браслет, чтобы предупредить полицию, но Мэтт появляется и вмешивается до этого[17].
  - Следующее появление Тёрка было в телесериале «Люк Кейдж»[18]. Он впервые появляется в «Кодексе улиц», где ему показывают, что он иногда посещает парикмахерскую в Гарлеме, чтобы играть в шахматы с Бобби Фишем. Показано, что Мисти Найт знакома с преступной деятельностью Тёрка, когда она и Рафаэль Скарф пересекают с ним дорогу на улице за пределами парикмахерской. Тёрк косвенно несет ответственность за кик-старт бандитской войны в Гарлеме, поскольку он подсказывает прихвостню Хонтону Тонта Чико в парикмахерской. Это заставляет Тона расстрелять парикмахерскую с двойными автоматами, ранив Чико и убивая Попа. Когда Тюрк срывается с собранием, которое Щитомордник имеет с Тоном, Мэрайей Диллард и Шейдсом Альваресом, чтобы попросить Тона за деньги, которые ему обещали, Щитомордние убивает Тона, бросая его с крыши Гарлемского Рая, а затем отправляет Тёрка без его денег[19]. Тёрк снова не появляется до серии «Солилоки Хаоса», где он видит дело с Гремучников. Он устанавливает версию в греческой мифологии, поскольку он должен объяснить Зипу, что означает Гремучник, описывая его недавнее падение с Шейдсем как «дерьмо Икара». Позже в эпизоде Люк Кейдж следит за Тёрком и ловит его в мусорном контейнере, когда он отводит его в сдачу склада Гремучника[20]. Тёрк вновь появляется в 10 серии второго сезона, Люк вместе с Дэнни Рэндом приходят к нему в магазин и узнают местопложение склада, где выращивается паслён для Бушмастера.
  - Тёрк появляется в телесериале «Защитники». Люк, желая помочь брату покойной Кэндис Миллер в качестве милости к Мисти, встречает Тёрка, разговаривающего с тайным полицейским в захудалом баре Гарлема, известном как «Проблема в паре кубиков», и допрашивает его за информацией о недавней веревке убийств, которые Рука совершала в Гарлеме. После некоторого убеждения он рассказывает Люку, что он видел умерших жертв с новым игроком (позже выяснилось, что это Сованде, один из пяти Пальцев, которые составляют руководство Руки), которого по прозвищу «Белая шляпа» называют за его одежду. Кроме того, он также сказал Люку, что Мэрайя Диллард и Шейдс стали «призраками». Люк использует информацию Тёрка и забирает Сованду, собирающего уборщиков, чтобы уничтожить тела жертв Руки, и в конечном итоге ведет к пересечению путей с Дэнни Рэндом[21].
  - Морган повторяет свою роль в телесериале «Каратель»[22]. В эпизоде "Поставка" Каратель похищает Тёрка в обмен на оружие. Когда Тёрк показывает, что его поставки сократились в сторону от розовой винтовки, Каратель удерживает его, пытаясь его, когда ему вспоминают Сорвиголову. Вместо этого Каратель вырубает Тёрка[23]. Тёрк снова появляется в 5 серии второго сезона, где Фрэнк с помощью него выходит на русскую мафию.
  - Тёрка появился в 11 серии второго сезона сериала «Джессика Джонс». Он отдает револьвер адвокату Джерри Хоггарт в обмен на дальнейшие услуги с её стороны.
  - В 9 серии второго сезона сериала «Железный кулак» Тёрк продаёт оружие Уорду Мичаму и Мэри Уокер для того, чтобы те смогли защитить Джой Мичам от Давоса.